# Watertoren (Vlissingen)
De watertoren in Vlissingen, in de Nederlandse provincie Zeeland, ligt aan de Badhuisstraat 187 en is gebouwd in 1894 door de N.V. Vlissingsche Duinwaterleiding in neorenaissance stijl. De watertoren heeft een hoogte van 35 meter en een waterreservoir van 300 m³. De toren is gemaakt van rode baksteen. De watertoren is een rijksmonument en ingeschreven onder nummer 508765 in het monumentenregister.
In 1933 werd dit bedrijf door de Gemeente Vlissingen overgenomen en in 1950 onder gebracht in de NV Waterleidingmaatschappij Midden-Zeeland (WMZ). De begane grond en eerste etage waren oorspronkelijk als woning ingericht en tot 1953 als zodanig in gebruik. In 1974 is het woongedeelte verbouwd tot bedrijfsruimte. Sinds 1 januari 2008 is de toren met zijn drie slaapkamers te huur.
Naast deze watertoren bevond zich in Vlissingen nog een watertoren in het huidige Edisongebied in Vlissingen-Stadshaven. De onderste verdieping is nog aanwezig.

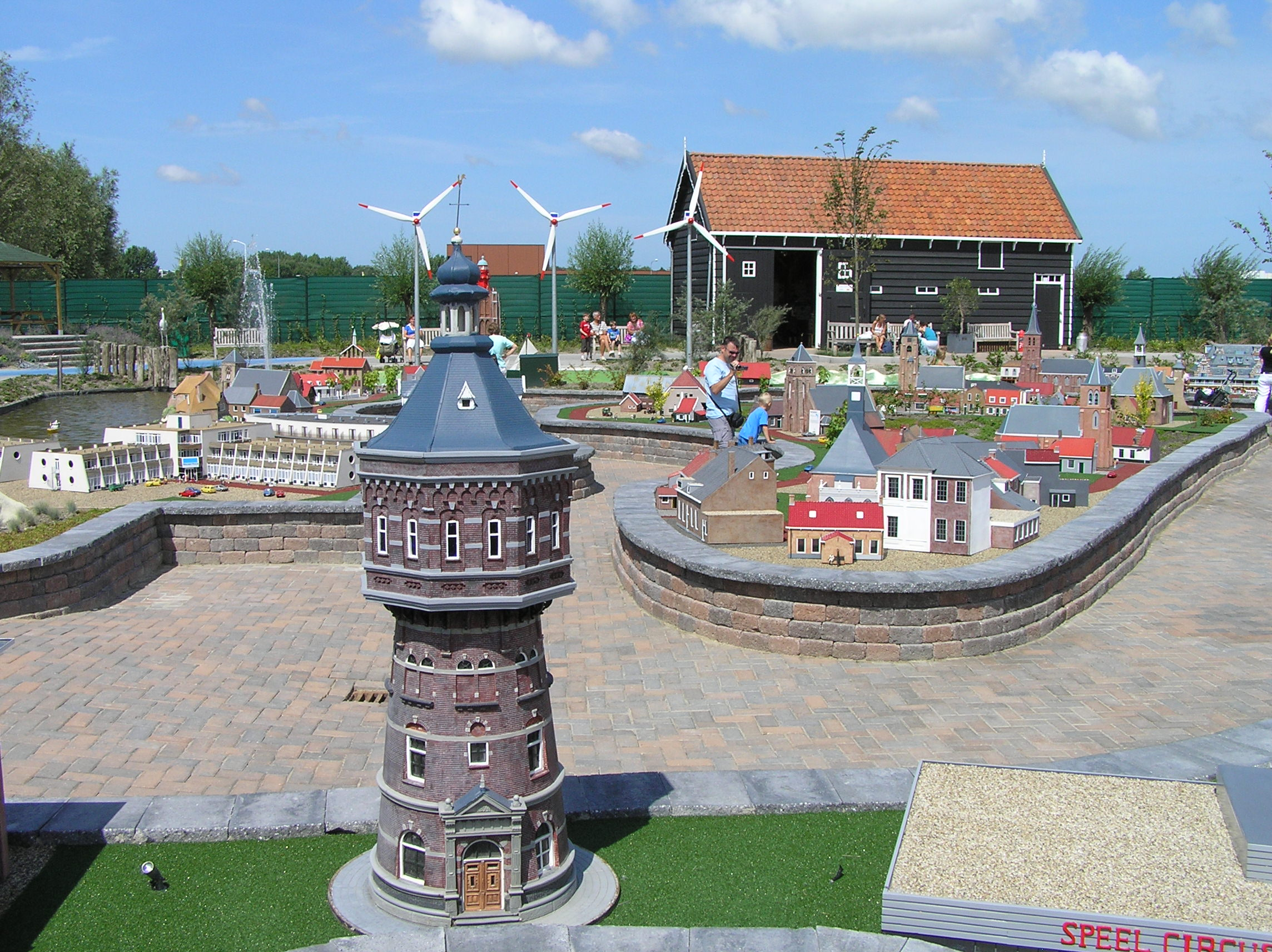
Watertoren in Mini Mundi; een familiepretpark in Middelburg